# Измаил (малый противолодочный корабль)
 «Измаил»  — пограничный сторожевой корабль, позже — корвет военно-морских сил Украины. Многоцелевой корабль прибрежного действия проекта 1124П (шифр «Альбатрос», англ. Grisha-II class по классификации НАТО). В 1996—2005 годах —  «Чернигов»  (бортовой № U205).

## Особенности проекта
Проект 1124П  — пограничный вариант малого противолодочного корабля проекта 1124, который считается одним из самых удачных малых многоцелевых кораблей второго поколения.
Корабли проекта 1124П отличаются от базового проекта отсутствием ЗРК самообороны «Оса-М». Вместо него в носу корабля размещается артиллерийская установка АК-725. Другое отличие — наличие ходового мостика на месте расположения стрельбовой РЛС у кораблей проекта 1124. Для доставки обзорных групп в состав вооружения были включены два быстроходных катера.
Строительство пограничных сторожевых кораблей проекта 1124П для морских частей погранвойск КГБ СССР началось в 1972 году на Зеленодольском судостроительном заводе. Всего было построено четырнадцать ПСКР этого проекта.

## История корабля
Пограничный сторожевой корабль с заводским номером  777  был заложен в эллинге Зеленодольского судостроительного завода (Татарстан) 12 сентября 1978 года для морских частей погранвойск КГБ СССР.
После спуска на воду 22 июня 1980 года внутренними водными путями отбуксирован в Азовское море, а оттуда — на завод «Персей» (Севастополь) для достройки и наладочных ходовых испытаний.

### Служба в составе морских частей пограничных войск
Для проведения сдаточных испытаний корабль был перебазирован в Балаклаву.
После подписания 28 декабря 1980 года государственной комиссией акта о приёмке корабля, приказом командующего Западным пограничным округом ему было присвоено наименование  «Измаил»  в честь города Измаил и в память о взятия турецкой крепости Измаил войсками Суворова и черноморскими казаками Антона Головатого 11 декабря 1790 года.
ПСКР «Измаил» был причислен к 5-й отдельной Балаклавской бригаде пограничных сторожевых кораблей Западного ОК МЧ КГБ СССР. Флаг морских частей пограничных войск поднят на корабле 17 февраля 1981 года.
Принимал участие в охране государственной границы, экономической зоны СССР и рыболовных промыслов у побережья Крымского полуострова в Чёрном море. В течение 1981—1989 годов был на боевых службах 1053 дня. Осмотрел 5459 судов, из них задержал 296, в том числе 14 иностранных шхун.
Дважды, 10 марта 1986 года и 12 февраля 1988 года в составе КУГ совместно с кораблями Черноморского флота участвовал в вытеснении с территориальных вод СССР отряда боевых кораблей ВМС США (крейсера УРО «Йорктаун» (англ. USS Yorktown) и «Кэрон» (англ. USS Caron).
В апреле 1986 года в составе группы ПСКР («Измаил», ПСКР-629, ПСКР-105) при поиске иностранного передатчика в районе мыса Тарханкут установил контакт с неустановленной подводной лодкой (как позже стало известно — пч ВМС Турции «Йылдырай» (тур. TCG Y?ld?ray S-350) в течение 22 часов сопровождал его. Следующий раз «Измаил» обнаружил неустановленную подводную лодку в 1989 году в районе мыса Чауда. Контакт был передан МПК «Комсомолец Армении», «Комсомолец Грузии» и «Киевский комсомолец», которые сопровождали лодку в порт Эрегли.
В июне 1992 года вошёл в состав морских частей Государственного комитета по охране границы Украины, где также активно участвовал в охране государственной границы. В феврале 1991 года кораблём была задержана первая турецкая шхуна «Чинакчы-Огулари» (тур. Chinakchi-Ogullar?), которая вела браконьерский лов черноморского калкана в украинской экономической зоне. К 1996 году неоднократно участвовал в операциях против иностранных браконьеров.

### В составе военно-морских сил Украины
В конце 1995 года на правительственном уровне было принято решение о передаче Государственной пограничной службой Украины корабль проекта 1124П в состав Военно-Морских Сил Украины.
В январе 1996 года «Измаил» вместе с однотипным ПСКР «Днепр» переданы ВМС. Корабли были приняты в удовлетворительном техническом состоянии: учитывая специфику морской пограничной службы, на кораблях редко использовалось минно-торпедное вооружение. Активно эксплуатировалась лишь ходовая механическая часть, вооружение ракетно-артиллерийской боевой части.
Военно-морской флаг Украины на корабле был поднят 19 января 1996 года. Корабль переведённый в корвет и переименован в «Чернигов». Изменение названия корабля было согласовано с Черниговской городской администрацией, представители которой 19 января прибыли в Севастополь поздравить моряков с поднятием боевого знамени. Освящение знамени «Чернигова» состоялось в тот же день — в праздник Богоявления.
Некоторое время на корабле находились как пограничный, так и флотский экипаж. Офицеров, мичманов и матросов для экипажа «Чернигова» набирали из различных кораблей, а также других видов Вооруженных сил, которые прошли переобучение. 
Из-за отсутствия финансирования и невозможности докового ремонта корвет «Чернигов» был исключён из состава флота и списан в 2005 году.

### Командиры корабля
Командиры ПСКР «Измаил»
1. Капитан 2-го ранга Семёнов Василий Алексеевич;
2. Капитан 2-го ранга Дивизинюк Михаил Михайлович.

Командиры корвета «Чернигов»
1. Капитан 3-го ранга Гребенюк Олег Петрович;
2. Капитан 3-го ранга Миколаец Валерий Васильевич;
3. Капитан 2-го ранга Гребенюк Олег Петрович.